# Chong chóng (đồ chơi)

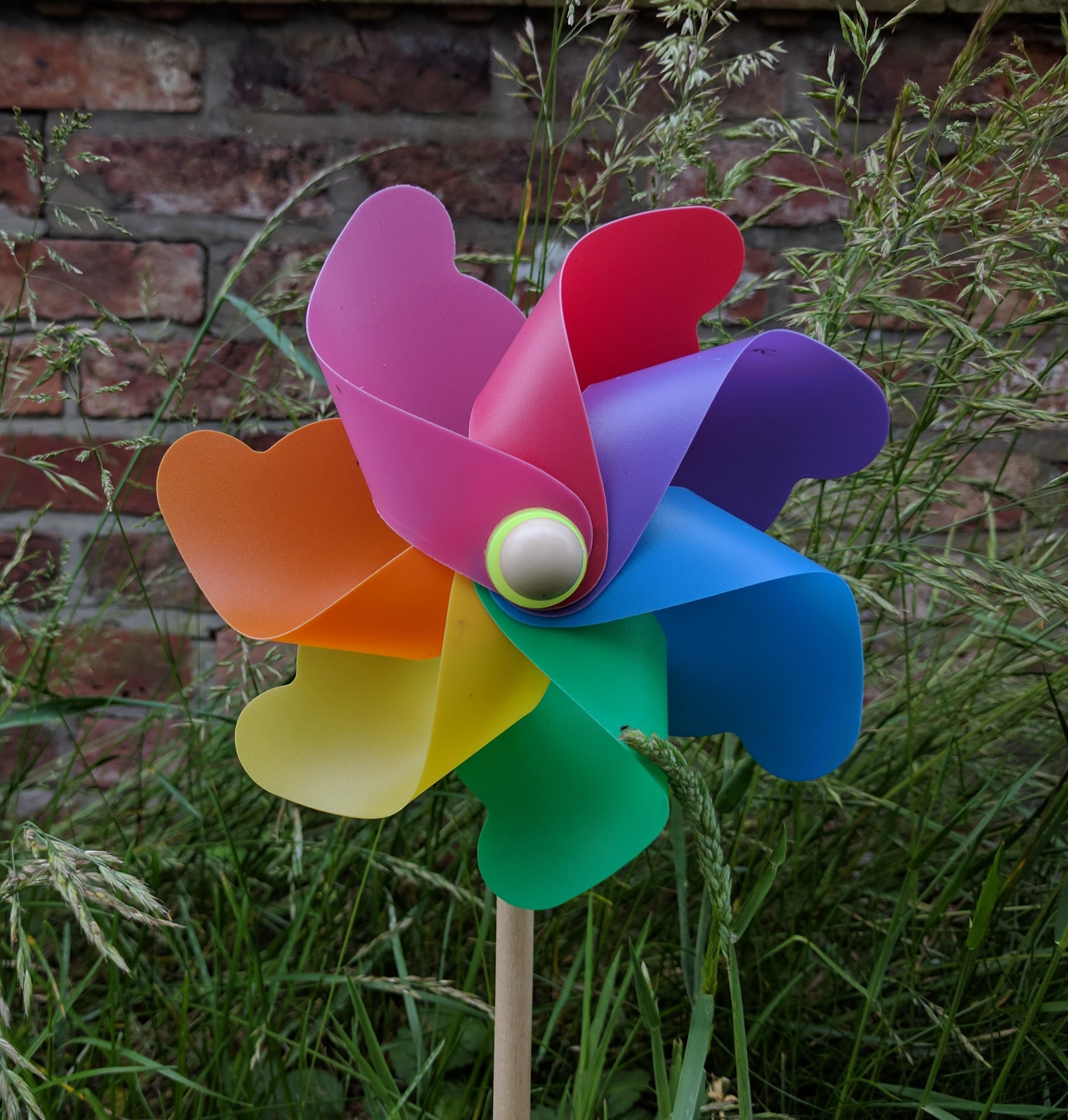
Minh họa

Chong chóng (tiếng Anh: pinwheel) là đồ chơi trẻ em, bao gồm một bánh xe làm bằng giấy hay nhựa, cố định vào tay cầm bằng một cái trục. Khi gặp gió, cánh chong chóng sẽ quay đều.

## Lịch sử
Thiết kế chong chóng ngày nay là thiết kế bắt nguồn từ khu vực Đông Á. Tài liệu ghi chép cho thấy chong chóng (tiếng Anh: whirligig) và các loại đồ chơi tương tự đã xuất hiện ở Trung Quốc vào khoảng năm 400 TCN.
Tại Châu Âu, chong chóng đã xuất hiện trong các tác phẩm nghệ thuật từ thế kỉ XV.
Tại Mỹ, chong chóng sơ khai bắt đầu xuất hiện và được bày bán vào thế kỷ 19. Một nhà sản xuất đồ chơi người Armenia tên Tegran M. Samour (đầy đủ: Samourkashian), đã chế tạo ra phiên bản hiện đại của chong chóng vào năm 1919 ở Boston, bang Massachusetts. Lúc đó, nó được đặt tên là "wind wheel" (cái quạt gió).

## Hình ảnh

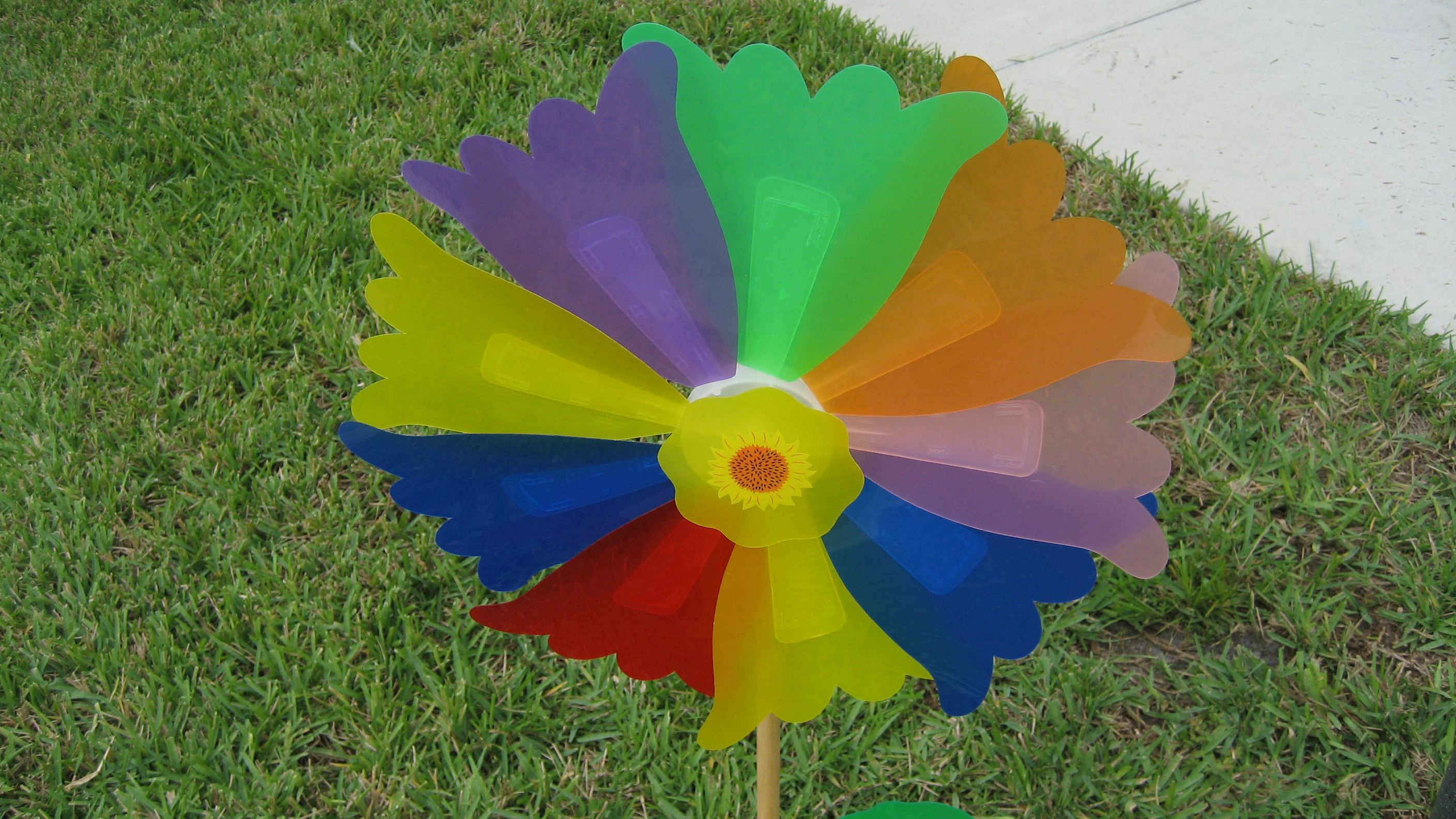
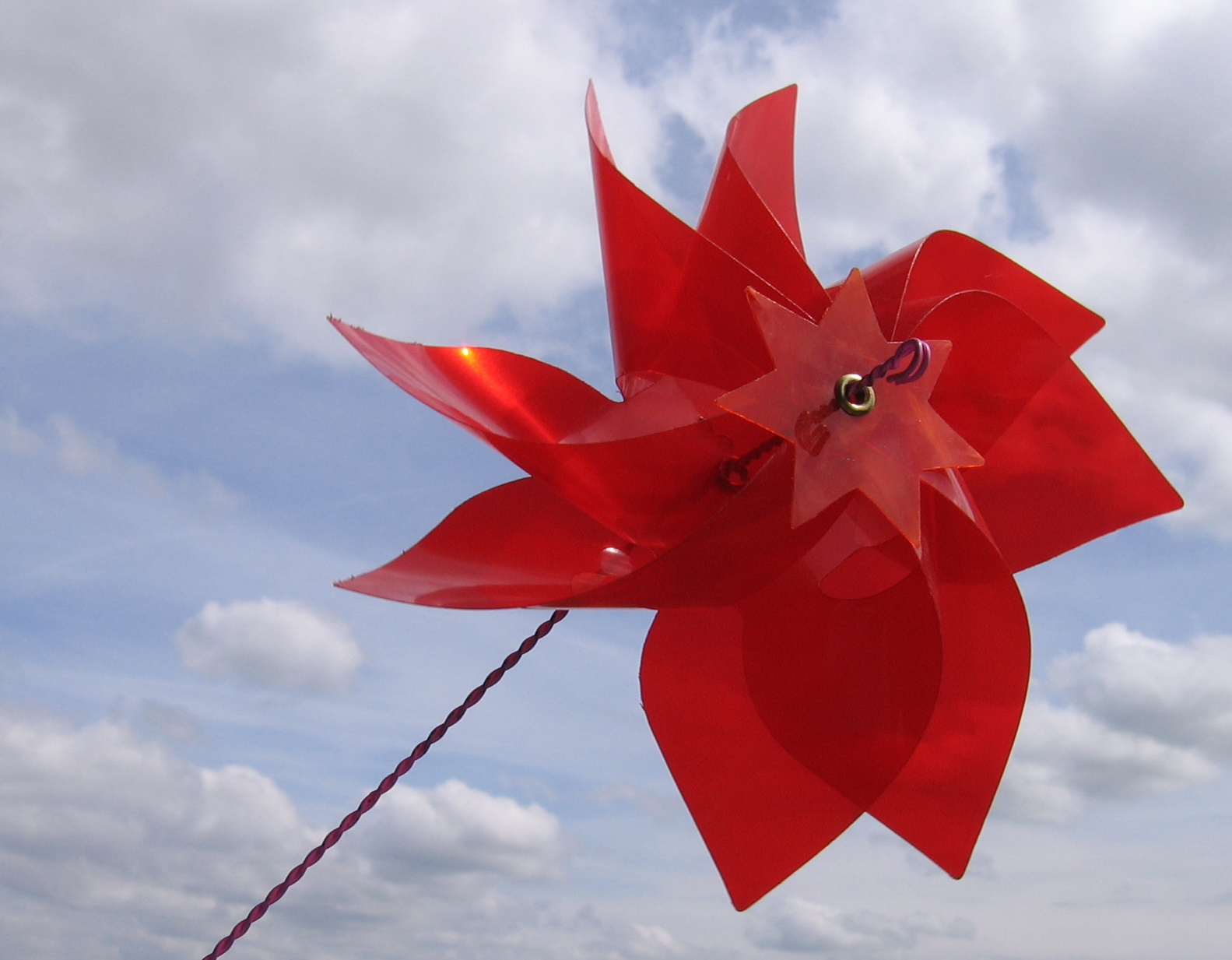